# Pauline Burlet

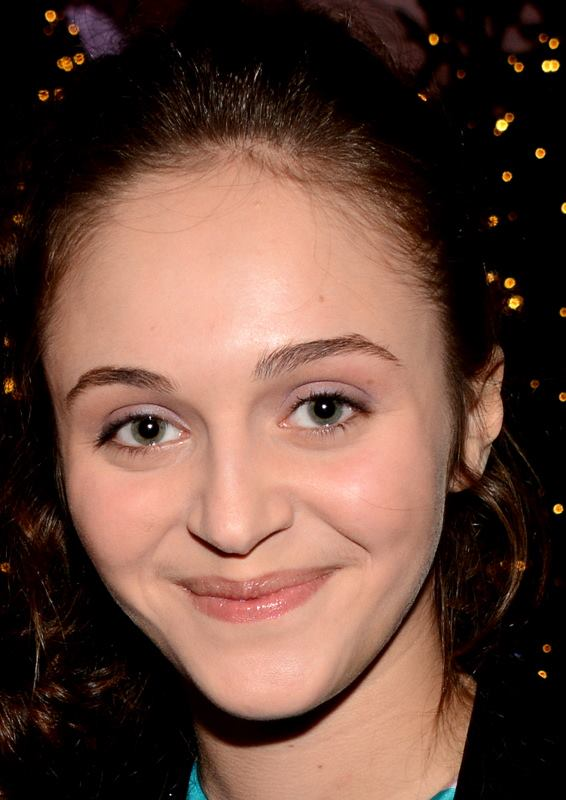
Pauline Burlet (César 2014)

Pauline Burlet (* 9. April 1996 in Mons) ist eine belgische Schauspielerin.

## Leben
Pauline Burlet nahm bereits als Kleinkind Schauspielunterricht und stand im Alter von fünf Jahren auf der Theaterbühne. Im Alter von acht Jahren wurde sie vom französischen Filmregisseur Olivier Dahan für die Verfilmung von Édith Piafs Leben gecastet. In La vie en rose spielte Burlet schließlich die zehnjährige Piaf, die im weiteren Verlauf des Films von Marion Cotillard verkörpert wurde.
Größere Aufmerksamkeit erhielt Burlet mit ihrer Darstellung der Madame Raven in Patrick Ridremonts Dead Man Talking. Für ihre Darstellung wurde sie 2013 zum ersten Mal als beste Nachwuchsdarstellerin für den belgischen Filmpreis Magritte du cinéma nominiert. Die Auszeichnung selbst konnte sie ein Jahr später für ihre Darstellung der Lucie in Asghar Farhadis Drama Le passé – Das Vergangene gewinnen.
In der französischen Miniserie Résistance spielte Burlet 2014 die Hauptrolle der Lili Franchet.

## Filmografie (Auswahl)
- 2007: La vie en rose (La Môme)
- 2012: Dead Man Talking
- 2013: Le passé – Das Vergangene (Le passé)
- 2014: Der Unbestechliche – Mörderisches Marseille (La French)
- 2014: Résistance (Miniserie, sechs Folgen)
- 2016: Der Krieg meiner Tochter (La route d’Istanbul)
- 2017: Das Mädchen, das lesen konnte (Le semeur)